# Département des services correctionnels du Vermont
Vermont Department of Corrections
Le département des services correctionnels du Vermont (en anglais : Vermont Department of Corrections) est l'agence gouvernementale de l'État américain du Vermont chargée de superviser les établissements pénitentiaires, les personnes bénéficiant d'une libération conditionnelle ou d'une probation et de jouer un rôle consultatif dans la prévention du crime et de la délinquance juvénile. Il fait partie de la Vermont Agency of Human Services (en).
Le département a son siège au Waterbury State Office Complex à Waterbury, Vermont,,.
Nicholas J. Deml est nommé commissaire par le gouverneur du Vermont, Phil Scott, en novembre 2021,,. Il a remplacé le commissaire par intérim Jim Baker, qui a dirigé le département de décembre 2019 à octobre 2021,.

## Établissements pénitentiaires d'État
Depuis 2018, le département correctionnel du Vermont assure la gestion de six établissements pénitentiaires dans l'État du Vermont. En janvier 2024, 1 343 détenus relevait du département.
| Nom                                                   | Emplacement     | Les prisonniers | Genre  |
| ----------------------------------------------------- | --------------- | --------------- | ------ |
| Établissement correctionnel d'État du Nord (en)       | Newport         | 379             | Male   |
| Établissement correctionnel régional de Chittenden    | Burlington Sud  | 98              | Female |
| Établissement correctionnel régional de Marble Valley | Rutland         | 100             | Male   |
| Complexe correctionnel du Nord-Est                    | Saint-Johnsbury | 151             | Male   |
| Établissement correctionnel d'État du Nord-Ouest      | Swanton         | 185             | Male   |
| Établissement correctionnel d'État du Sud             | Springfield     | 301             | Male   |

L'ancien établissement pour femmes de Dale situé à Waterbury a fermé ses portes au début de l'année 2009. En mars 2016, les autorités de l'État ont envisagé de fermer le camp de travail communautaire de Caledonia (adjacent à l'établissement correctionnel régional du Nord-Est) situé à St. Johnsbury en  en raison de la sous-population.
Alors que la sécurité est assurée par des employés de l'État, des services, tels que les services de santé, ont été sous-traités. Le département emploie 600 agents correctionnels.
À partir du milieu des années 1990, l'État du Vermont a passé un contrat avec la société Corrections Corporation of America pour incarcérer des détenus dans des prisons privées situées à l'extérieur de l'État et a poursuivi cette pratique. Environ 125 prisonniers sont détenus en dehors de l'État du Vermont. Ces prisonniers coûtent deux fois moins cher que les prisonniers de l'État en raison des économies d'échelle réalisées dans les prisons plus grandes et parce que seuls les prisonniers en bonne santé sont exportés.
Par le passé, l'État du Vermont incarcérait des prisonniers au Lee Adjustment Center situé à Beattyville dans le Kentucky,  (maintenant fermé) et au centre correctionnel de Florence (en) situé à Florence dans l'Arizona, tous deux propriétés de la société CCA. L'État du Vermont a également signé un contrat formel avec la société GEO Group pour transférer des prisonniers hors de l'État vers l'établissement correctionnel de North Lake (en) situé dans le Michigan.
L'État du Vermont est désormais sous contrat avec la société CoreCivic qui héberge des détenus hors de l'État dans l'établissement correctionnel du comté de Tallahatchie (en), situé dans le Mississippi.

## Bureaux de probation et de libération conditionnelle
Le département dispose de 13 bureaux communautaires de probation et de libération conditionnelle répartis dans tout l'État du Vermont. Ceux-ci relèvent de la juridiction administrative du département des services correctionnel du Vermont. Les bureaux sont situés à Barre, Bennington, Brattleboro, Burlington, Chelsea (sous-bureau du district de Hartford), Hartford, Middlebury (sous-bureau de Rutland), Morrisville, Newport, Rutland, St. Albans, St. Johnsbury et Springfield.

## Officiers morts en service
Depuis la création du département correctionnel du Vermont, trois agents sont décédés dans l'exercice de leurs fonctions.